# Paraje Zacapa
Paraje Zacapa är en ort i Mexiko.   Den ligger i kommunen Xochimilco och delstaten Distrito Federal, i den sydöstra delen av landet, 24 km söder om huvudstaden Mexico City. Paraje Zacapa ligger 2 556 meter över havet och antalet invånare är 147.
Terrängen runt Paraje Zacapa är huvudsakligen kuperad, men norrut är den platt. Terrängen runt Paraje Zacapa sluttar norrut. Runt Paraje Zacapa är det mycket tätbefolkat, med 2 431 invånare per kvadratkilometer. Närmaste större samhälle är Iztapalapa, 15,6 km norr om Paraje Zacapa. I omgivningarna runt Paraje Zacapa växer huvudsakligen savannskog.